# Lijst van beschermd erfgoed in de gemeente Manternach

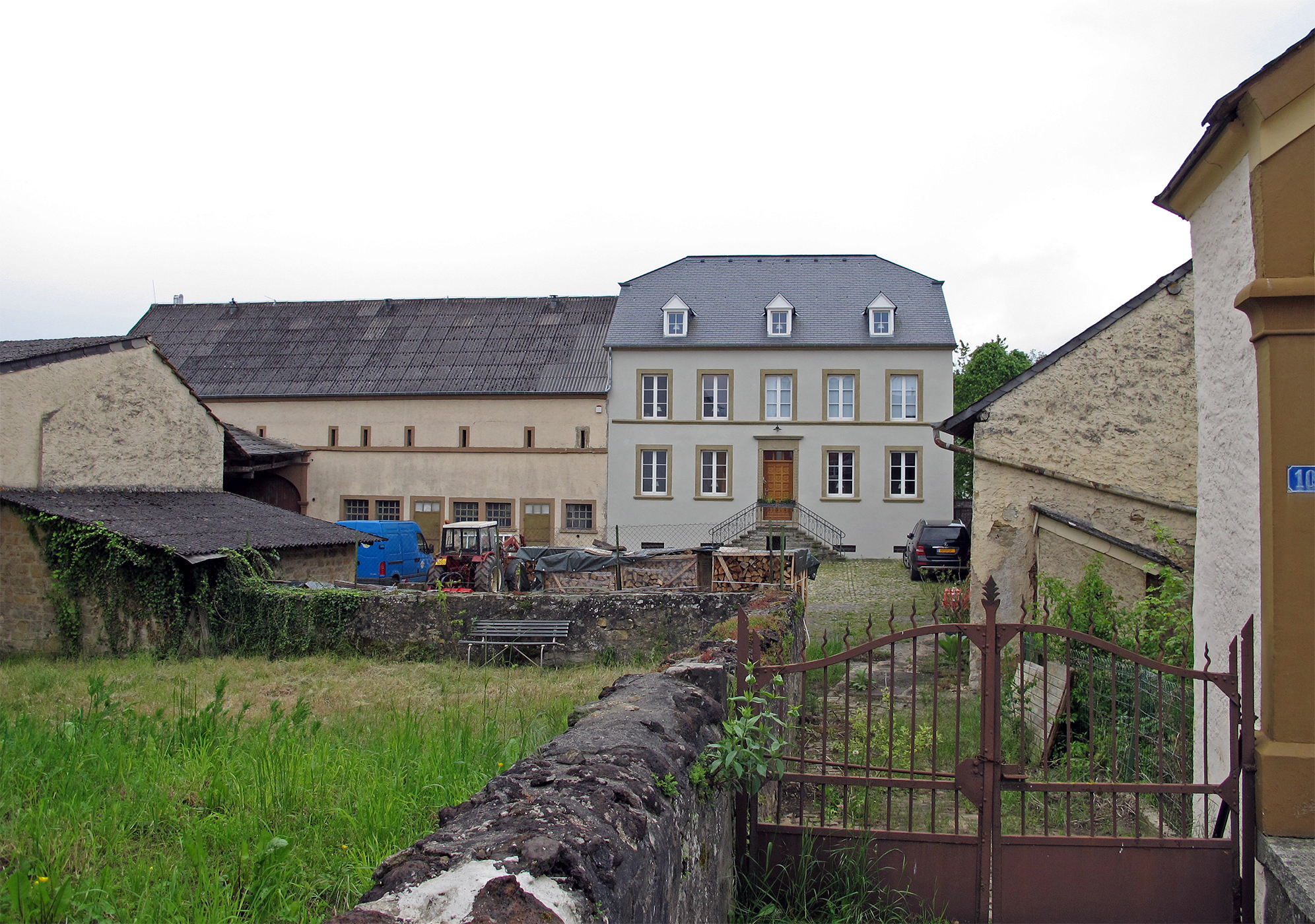
Syrdallstrooss 10

In deze lijst van beschermd erfgoed in de gemeente Manternach zijn alle geclassificeerde nationale monumenten van de Luxemburgse gemeente Manternach opgenomen.

## Monumenten per plaats

### Manternach
| Object   | Bouwjaar/architect | Locatie           | Datum beschermd?  | Coördinaten | Afbeelding |
| -------- | ------------------ | ----------------- | ----------------- | ----------- | ---------- |
| Gebouwen |                    | Syrdallstrooss 10 | 15 juni 2007 (MN) |             |            |

## Bron
- Liste des immeubles et objets classés monuments nationaux ou inscrits à l'inventaire supplémentaire